# Fougamou
Fougamou es una comuna gabonesa, chef-lieu del departamento de Tsamba-Magotsi de la provincia de Ngounié.
En 2013 la comuna tenía una población de 7180 habitantes, de los cuales 3741 eran hombres y 3439 eran mujeres.
La localidad es centro administrativo y de servicios en la zona y alberga, entre otros, una misión, dos institutos, una compañía de la gendarmería y una destacada zona comercial.
Se ubica sobre la carretera N1 y a orillas del río Ngounié, a medio camino entre Mouila y Lambaréné, en el entorno natural de los montes Chaillu y del parque nacional de la Waka.